# El Coll (Borredà)
El Coll és un mas al terme municipal de Borredà (Berguedà) catalogat a l'Inventari del Patrimoni Arquitectònic de Catalunya. La masia del Coll és una obra del s. XVIII o de finals del s. XVII, car no s'esmenta en el fogatge de 1553, almenys amb aquest nom. Masia orientada a migdia d'estructura clàssica, de tres crugies, coberta a dues aigües amb teula àrab. El parament és a base de grans carreus de pedra sense desbastar units amb morter i deixats a la vista. Està estructurada en planta baixa i tres pisos superiors. Les obertures són de diverses dimensions, allindanades i distribuïdes aleatòriament a les façanes. A la part de llevant hi ha construccions annexes, galliners, pallisses, graners, etc.